# Palpomyia umbella
Palpomyia umbella är en tvåvingeart som beskrevs av John William Scott Macfie 1939. Palpomyia umbella ingår i släktet Palpomyia och familjen svidknott. Inga underarter finns listade i Catalogue of Life.